# Championnat de Slovaquie féminin de football
Le Championnat de Slovaquie de football féminin (slovaque : I. liga žien pour 1re ligue féminine) est une compétition de football féminin opposant les dix meilleurs clubs de Slovaquie. La compétition créée en 1994 est qualificative pour la Ligue des champions féminine de l'UEFA.

## Palmarès
| Saison    | Champion                              |
| --------- | ------------------------------------- |
| 1994-1995 | ŠK Slovan Bratislava                  |
| 1995-1996 | ŠK Slovan Bratislava                  |
| 1996-1997 | ŠK Slovan Bratislava                  |
| 1997-1998 | ŠK Slovan Bratislava                  |
| 1998-1999 | ŠK Slovan Bratislava                  |
| 1999-2000 | ŠKF VIX Žilina                        |
| 2000-2001 | ŠK Slovan Bratislava                  |
| 2001-2002 | ZsNP Žiar nad Hronom                  |
| 2002-2003 | ZsNP Žiar nad Hronom                  |
| 2003-2004 | ŠK Slovan Bratislava                  |
| 2004-2005 | FK Slovan Duslo Šaľa                  |
| 2005-2006 | FK Slovan Duslo Šaľa                  |
| 2006-2007 | FK Slovan Duslo Šaľa                  |
| 2007-2008 | FK Slovan Duslo Šaľa                  |
| 2008-2009 | ŠK Slovan Bratislava                  |
| 2009-2010 | ŠK Slovan Bratislava                  |
| 2010-2011 | ŠK Slovan Bratislava                  |
| 2011-2012 | ŠK Slovan Bratislava                  |
| 2012-2013 | FK Union Nové Zámky                   |
| 2013-2014 | FK Union Nové Zámky                   |
| 2014-2015 | FK Union Nové Zámky Partizán Bardejov |
| 2015-2016 | ŠK Slovan Bratislava                  |
| 2016-2017 | Partizán Bardejov                     |
| 2017-2018 | ŠK Slovan Bratislava                  |
| 2018-2019 | ŠK Slovan Bratislava                  |
| 2019-2020 | championnat abandonné                 |
| 2020-2021 | championnat abandonné                 |
| 2021-2022 | Spartak Myjava                        |
| 2022-2023 | Spartak Myjava                        |
| 2023-2024 | Spartak Myjava                        |
| 2024-2025 | Spartak Myjava                        |

## Bilan par clubs
- 13 titres : ŠK Slovan Bratislava
- 4 titres : FK Slovan Duslo Šaľa, Spartak Myjava
- 3 titres : FK Union Nové Zámky
- 2 titres : ZsNP Žiar nad Hronom
- 1 titre : ŠKF VIX Žilina, Partizán Bardejov